# Gerard Aafjes
Gerard Aafjes (ur. 27 stycznia 1985 w Mijdrecht) – holenderski piłkarz grający na pozycji obrońcy.
W swojej karierze rozegrał 43 spotkania w Scottish Premier League.